# Гойя (премия, 1993)
VII церемония вручения премии «Гойя» состоялась 13 марта 1993 года. Ведущий — Иманоль Ариас.

## Номинации

### Главные премии
| Лучший фильм | Лучший режиссёр |
| --- | --- |
| - Изящная эпоха / Belle epoque - Маэстро шпаги / El maestro de esgrima - Ветчина, ветчина / Jamón, jamón                                                                                                   | - Фернандо Труэба — Изящная эпоха / Belle epoque - Бигас Луна — Ветчина, ветчина / Jamón, jamón - Педро Олеа — Маэстро шпаги / El maestro de esgrima |
| Лучший актёр | Лучшая актриса |
| - Альфредо Ланда — Свинья / La Marrana - Хорхе Санс — Изящная эпоха / Belle epoque - Хавьер Бардем — Ветчина, ветчина / Jamón, jamón                                                                       | - Ариадна Хиль — Изящная эпоха / Belle epoque - Пенелопа Крус — Ветчина, ветчина / Jamón, jamón - Ассумпта Серна — Маэстро шпаги / El maestro de esgrima |
| Лучший актёр второго плана | Лучшая актриса второго плана |
| - Фернандо Фернан Гомес — Изящная эпоха / Belle epoque - Габино Диего — Изящная эпоха / Belle epoque - Энрике Сан Франсиско — Оркестр «Клуб Виргиния» / Orquesta Club Virginia                             | - Чус Лампреаве — Изящная эпоха / Belle epoque - Мэри Кармен Рамирес — Изящная эпоха / Belle epoque - Пастора Вега — Слишком много сердца / Demasiado corazón |
| Лучший оригинальный сценарий | Лучший адаптированный сценарий |
| - Изящная эпоха — Рафаэль Аскона, Хосе Луис Гарсия Санчес и Фернандо Труэба / Belle epoque - Ветчина, ветчина — Кука Канальс и Бигас Луна / Jamón, jamón - Коровы — Хулио Медем и Мишель Гастамиде / Vacas | - Маэстро шпаги — Антонио Ларрета, Педро Олеа, Артуро Перес-Реверте и Франсиско Прада / El maestro de esgrima - Греческий лабиринт — Рафаэль Алькасар и Мануэль Васкес Монтальбан / El laberinto griego - Я выхожу на следующей остановке, а вы? — Адольфо Марсильяч / Yo me bajo en la próxima, ¿y usted? |
| Лучший иностранный фильм на испанском языке | Лучший европейский фильм |
| - Место в мире / Un lugar en el mundo • Аргентина - Как вода для шоколада / Como agua para chocolate • Мексика - Shoot to Kill • Венесуэла                                                                 | - Индокитай / Indochine • Франция - За завесой секретности / Legacy of Secrecy • Великобритания - Рифф-Рафф / Riff-Raff • Великобритания |
| Лучший режиссёрский дебют | |
| - Коровы — Хулио Медем / Vacas - Операция «Мутанты» — Алекс де ла Иглесиа / Acción mutante - Sublet — Чус Гутьеррес / Sublet                                                                               | |

### Другие номинанты
| Лучшая операторская работа | Лучший монтаж |
| --- | --- |
| - Изящная эпоха — Хосе Луис Алькайне / Belle epoque - Ветчина, ветчина — Хосе Луис Алькайне / Jamón, jamón - Маэстро шпаги — Альфредо Фернандес Майо / El maestro de esgrima - Свинья — Ханс Бурман / La Marrana                                       | - Изящная эпоха — Кармен Фриас / Belle epoque - Маэстро шпаги — Хосе Сальседо / El maestro de esgrima - Операция «Мутанты» — Пабло Бланко / Acción mutante                                                                          |
| Лучшая работа художника | Лучший продюсер |
| - Изящная эпоха — Хуан Ботелья / Belle epoque - Маэстро шпаги — Луис Вальес / El maestro de esgrima - Операция «Мутанты» — Хосе Луис Аррисабалага / Acción mutante                                                                                     | - Операция «Мутанты» — Эстер Гарсия / Acción mutante - Изящная эпоха — Кристина Уэте / Belle epoque - Маэстро шпаги — Антонио Гильен Рей / El maestro de esgrima                                                                    |
| Лучший звук | Лучшие спецэффекты |
| - Оркестр «Клуб Виргиния» — Хулио Рекуэро, Хильес Ортион, Энрике Молинеро и Хосе Антонио Бермудес / Orquesta Club Virginia - Изящная эпоха — Жорж Пра и Альфонсо Пино / Belle epoque - Ветчина, ветчина — Мигель Рехас и Рикард Касальс / Jamón, jamón | - Операция «Мутанты» — Оливье Глейзе, Ив Доменжу, Жан-Батист Бонетто, Эмилио Руис, Иполито Кантеро и Bernard Andre Le Boette / Acción mutante - Коровы — Реес Абадес / Vacas - Слишком много сердца — Ли Уилсон / Demasiado corazón |
| Лучшие костюмы | Лучший грим |
| - Маэстро шпаги — Хавьер Артиньяно / El maestro de esgrima - Изящная эпоха — Лала Уэте / Belle epoque - Анонимная королева — Ивонн Блейк / La reina anónima                                                                                            | - Операция «Мутанты» — Пака Альменара / Acción mutante - Изящная эпоха — Ана Феррейра и Ана Лорена / Belle epoque - Маэстро шпаги — Романа Гонсалес и Хосефа Моралес / El maestro de esgrima                                        |
| Лучший короткометражный фильм | Best Documentary Short Film |
| - Качели / El Columpio - Плющ / Huntza - Золото в стене / Oro en la Pared | - Первый аккорд / Primer Acorde - Уроки труда / Manualidades |
| Best Original Score | |
| - Маэстро шпаги — Хосе Ньето / El maestro de esgrima - Изящная эпоха — Антуан Дюамель / Belle epoque - Коровы — Альберто Иглесиас / Vacas | |

## Honorary Goya
- Иманоль Ариас